# Ibrahim Salah
Ibrahim Salah Abdel-Fattah (Almançora, 1 de abril de 1987) é um futebolista profissional egípcio que atua como meia defensor.

## Carreira
Ibrahim Salah representou o elenco da Seleção Egípcia de Futebol no Campeonato Africano das Nações de 2017.

## Títulos
Seleção Egípcia
- Campeonato Africano das Nações: Vice - 2017